# BMW Série 5 (F10)
BMW F10 est la désignation interne de la Série 5 qui a été produite à partir de janvier 2010 et vendue en Europe à partir de mars 2010. Elle a remplacé le modèle E60 qui était en production depuis mi-2003.
La voiture particulière est plus longue de 4 cm que sa prédécesseur, l'empattement est plus long de 10 cm. En juillet 2013, la Série 5 fait peau neuve.
Comme sa prédécesseure, la F10/11 était produite à l'usine BMW de Dingolfing. La berline à empattement long (F18) était fabriquée pour la Chine à Shenyang. En Allemagne, les prix variaient de 41 000 € (520i) à 113 000 € (M5 Competition).

## Historique du modèle

### Général

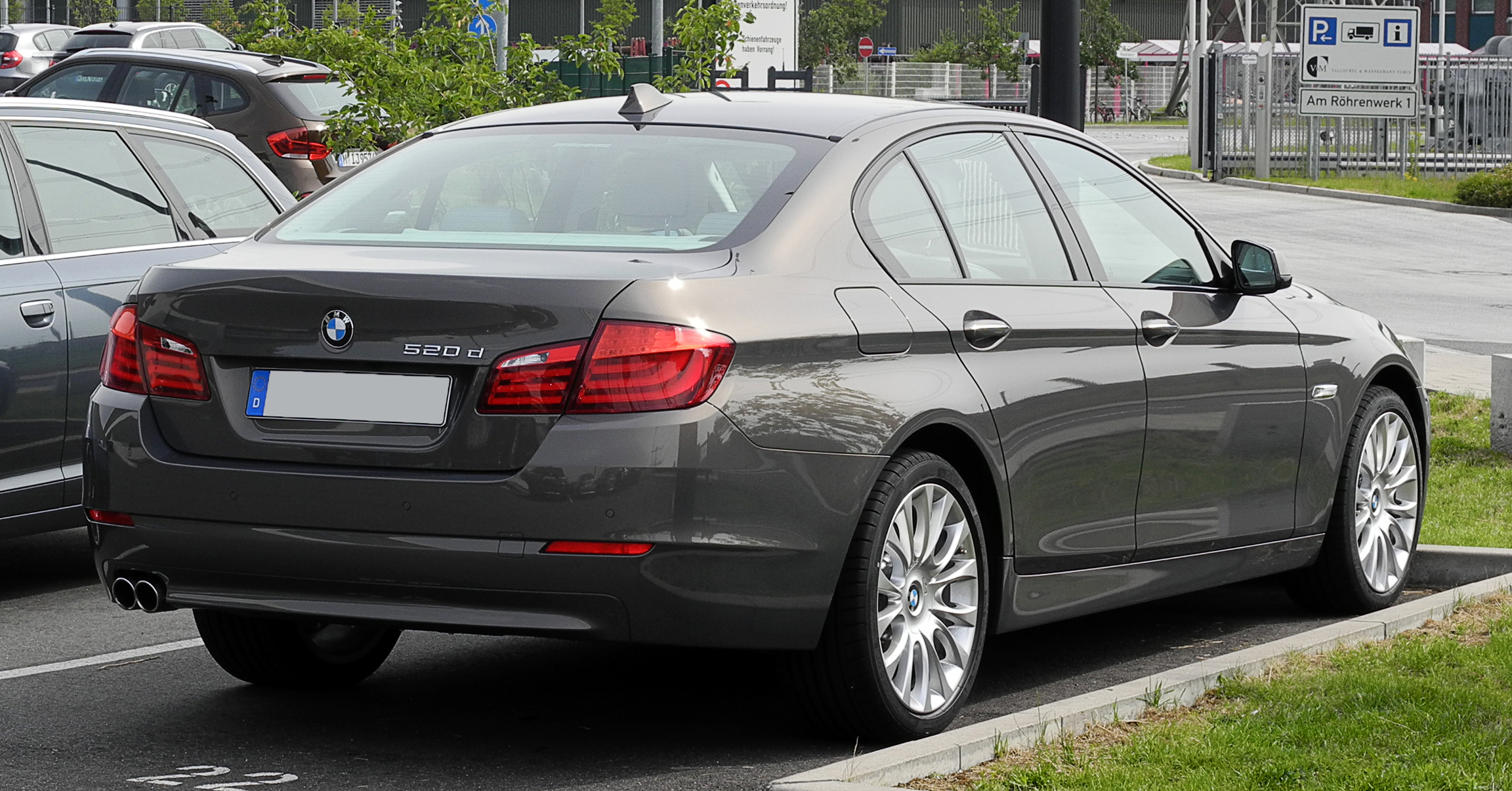
Vue arrière de la berline (F10)

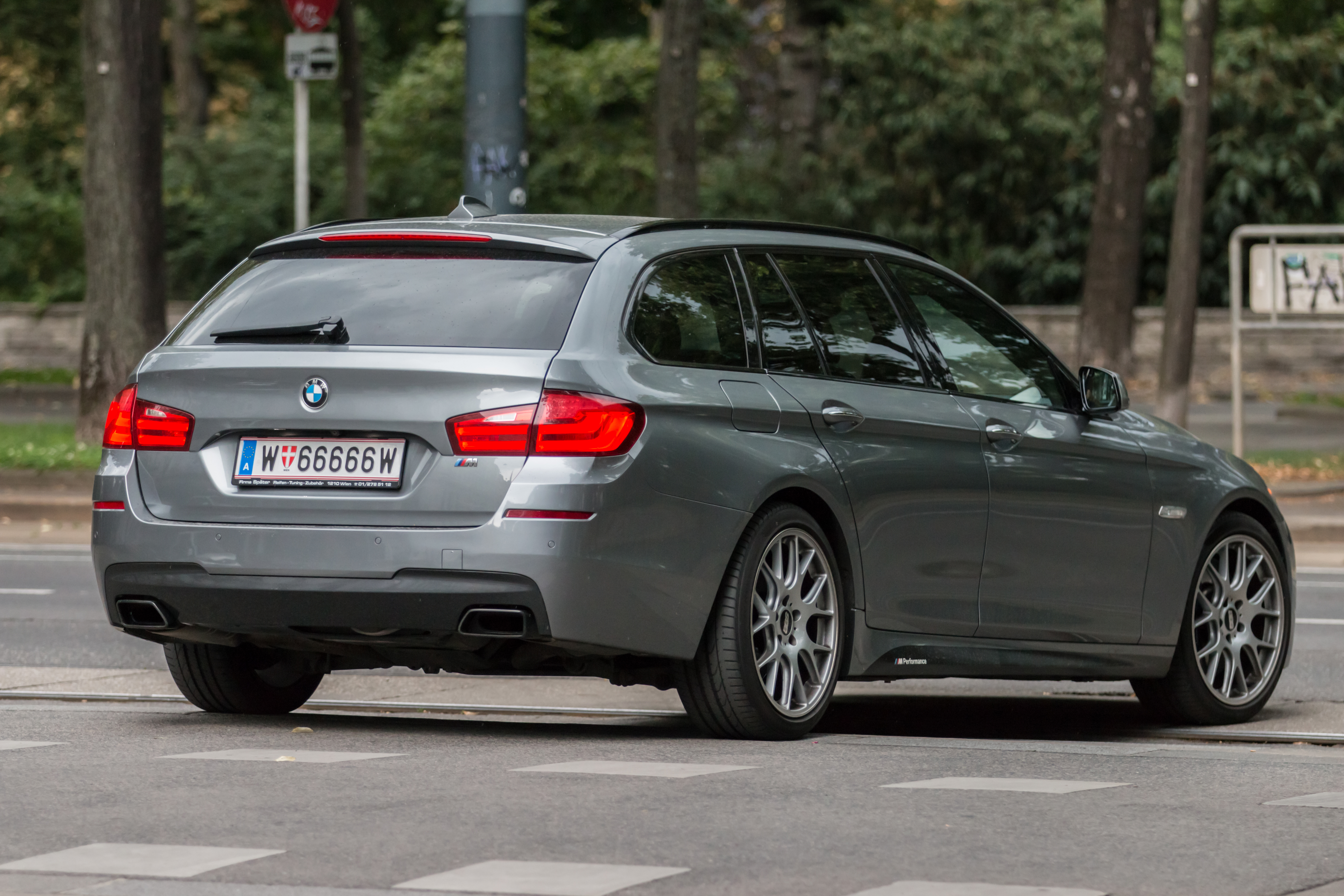
Vue arrière du Touring (F11)

Le véhicule a été présenté en ligne le 23 novembre 2009 et à la presse un jour plus tard au Centre de recherche et d'innovation de BMW, la production a commencé en janvier 2010. La première officielle de la variante berline a eu lieu au Salon international de l'automobile de Genève 2010. À partir de mars 2010, elle était vendue en Europe. Le 10 avril 2010, la variante de carrosserie Touring a été présentée sous la désignation interne F11 à l'AMI de Leipzig. La F18 à empattement long a été présentée pour la première fois au Salon de l'automobile de Pékin 2010. La première publique officielle de la cinquième génération de la BMW M5 a eu lieu au Salon de l'automobile de Francfort (IAA) 2011; avant cela, elle avait été présentée au M Festival en juillet 2011 au Nürburgring.

### Lifting
Le 20 juillet 2013, une version révisée de la F10 est arrivée sur le marché, appelée LCI (Lifecycle Impulse) chez BMW; la première officielle en salon a eu lieu à l'IAA 2013.
Les finitions Line de BMW, connues sur les Série 1 et Série 3, ont été introduites ici pour la première fois, à savoir les finitions dites Luxury Line et Modern Line. Celles-ci comprennent certains éléments extérieurs (par exemple, des bandes décoratives ou des roues plus grandes spécifiques à la finition) et certains éléments intérieurs (par exemple, des combinaisons de bois ou de cuir dans des couleurs spécifiques).
De plus, de nouveaux phares entièrement à LED, moyennant un supplément, ont été introduits (avec faisceau de route partiel en option), tandis que les phares au xénon, qui étaient soumis à un supplément jusqu'au lifting, sont devenus la norme.
Les feux arrière ont également été subtilement revus, ce qui signifie que les bandes lumineuses sont plus accentuées la nuit et apparaissent en trois dimensions.
Certains moteurs ont également été révisés afin que chaque variante réponde désormais à la norme Euro 6. La 530d à transmission manuelle et la 530i ont donc été éliminées, et la 520d xDrive, par exemple, a été nouvellement introduite.
De plus, la 518d a été présentée en tant que nouvelle variante d'entrée de gamme. Le moteur diesel de 2,0 litres à une puissance maximale de 105 kW.

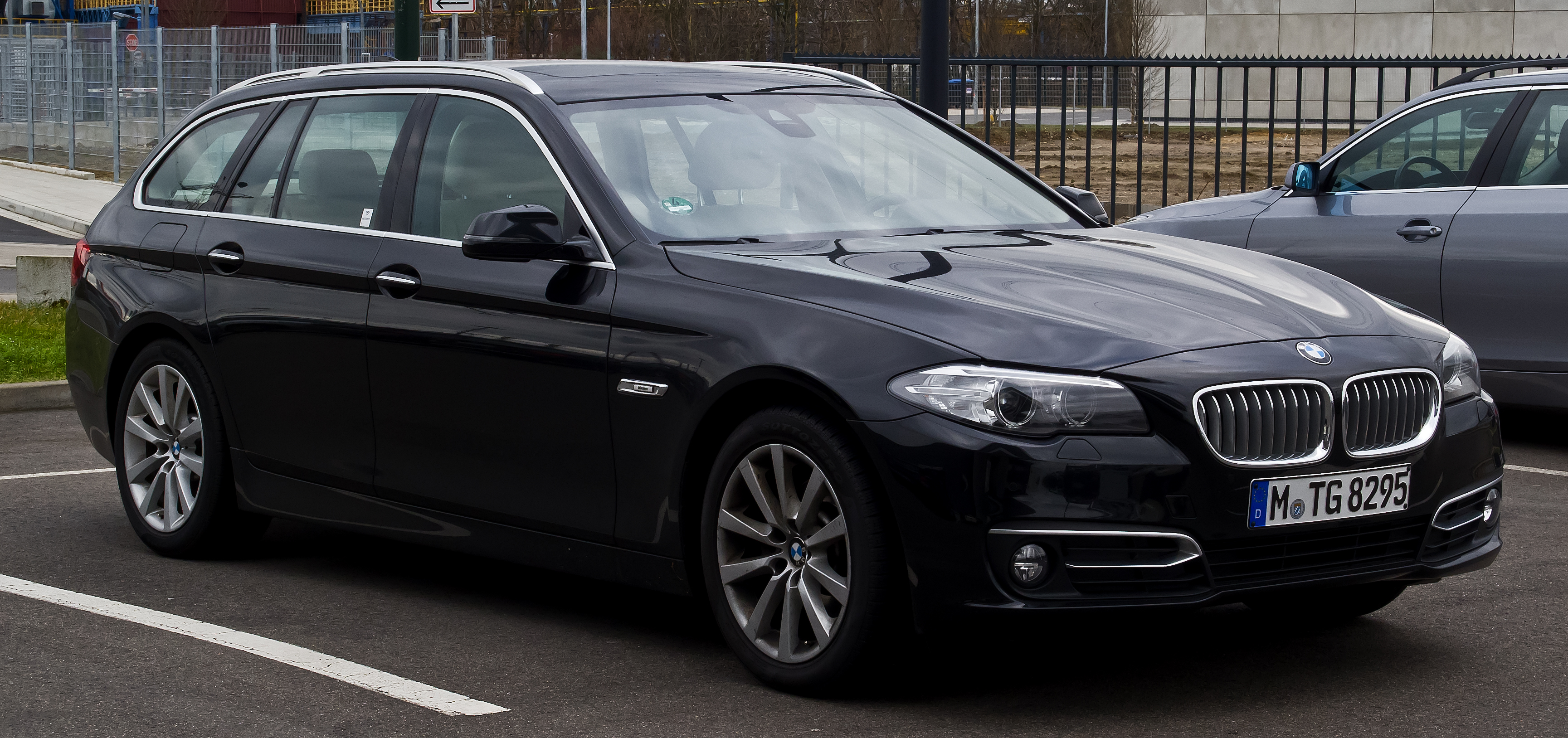
BMW 520i Touring (2013–2017)
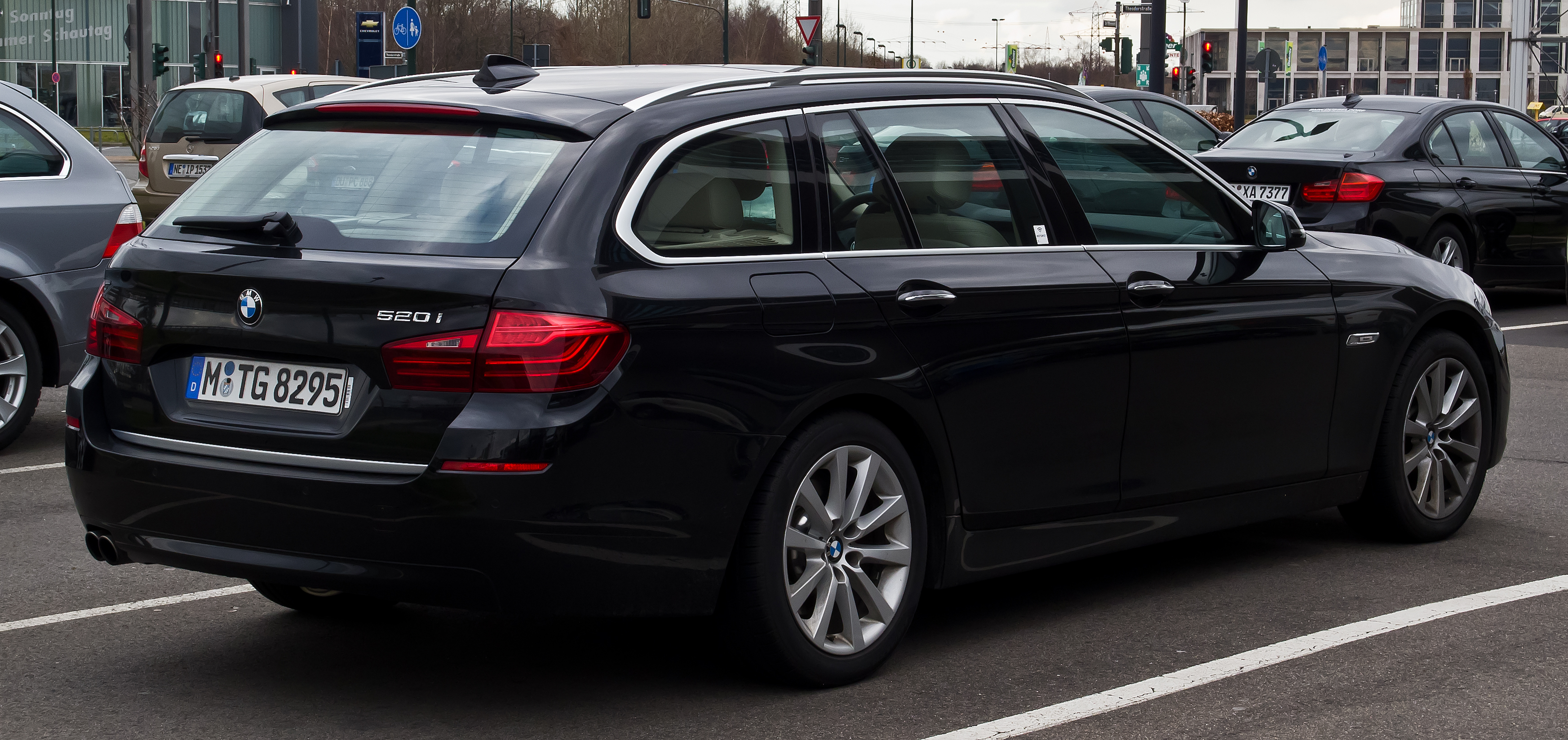
Vue arrière
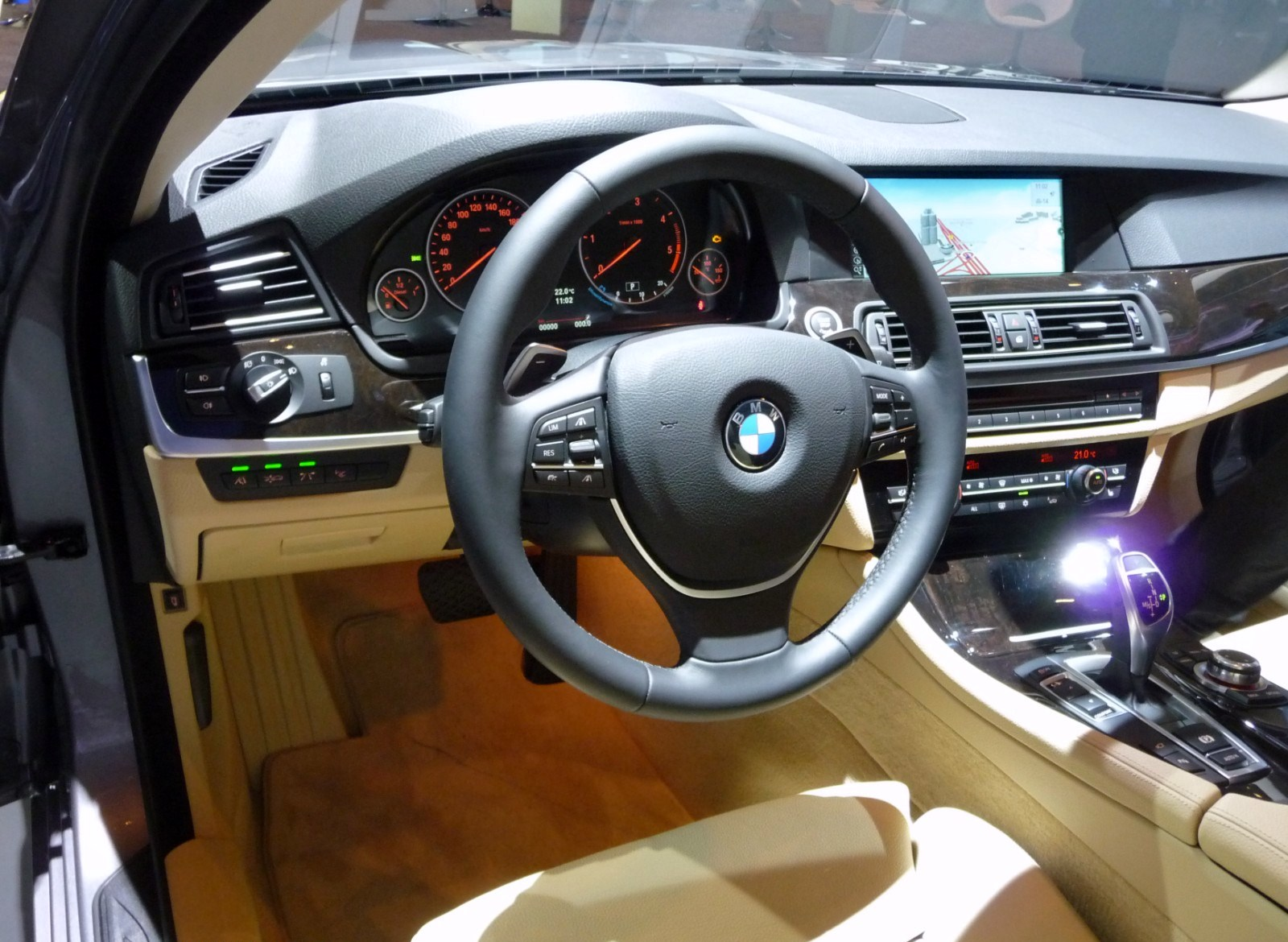
Intérieur

### Arrêt
Après plus de deux millions de Série 5 de cette génération en avril 2016 - 334 642 étaient des break F11 - elle a été remplacée en 2017 par les modèles G30/G31 et G38,.

## Conception
La Série 5 est similaire à la Série 7 (gamme F01/F02). Le double haricot tombe en pente raide dans l’alignement de l’avant en pente. Des éléments stylistiques de la Série 7 se retrouvent également à l'intérieur, comme la disposition de l'écran de navigation dans le cockpit, qui est orienté vers le conducteur.
Le Touring ressemble à la berline jusqu'au montant B. À l'extrémité inférieure du montant D se trouve le pli Hofmeister typique des BMW.

## Équipement
- Comme dans les F01 et F07, le système de navigation Professional optionnel dispose d’un écran haute résolution de 26 cm (10,2 pouces)[14]
- À partir de l’année modèle 2012 (mois de production à partir de septembre 2011), le BMW ConnectedDrive a été étendu pour inclure le nouveau service de situation de la circulation en temps réel, appelé BMW Real-Time Traffic Information (RTTI). La condition préalable est l’équipement spécial avec le système de navigation Professional avec préparation intégrée pour téléphone portable via Bluetooth[15].
- Les phares jumelés bi-xénon contiennent des feux de jour utilisant la technologie des diode électroluminescente ainsi que des phares adaptatifs avec répartition de la lumière et feux de virage.

Il existe également plusieurs systèmes d'aide à la conduite dans la Série 5 - parfois moyennant un coût supplémentaire :
- Radar de régulation de distance avec fonction Stop & Go (accélération automatique depuis l’arrêt et décélération jusqu’à l’arrêt) et système anti-collision avec fonction de freinage
- Assistant de changement de voie
- Alerte de franchissement involontaire de ligne
- Assistant de vision nocturne avec détection de personne
- Affichage tête haute
- Caméra de recul
- Vue panoramique, enregistrement des zones de la route sur le côté et derrière le véhicule (vue de dessus et caméra de recul) ainsi que les zones à droite et à gauche de l’avant du véhicule (vue de côté) avec caméras et informations sur l’écran, les caméras sont situées dans les rétroviseurs extérieurs, le couvercle du coffre et le pare-chocs avant
- Aide au stationnement, prend en charge le stationnement parallèle au sens de la marche

Les systèmes d’assistance à la conduite standard incluent, par exemple, un régulateur de vitesse avec fonction de freinage ou un démarrage sans clé pour tous les modèles.
Étant donné que la F10 est techniquement basée sur la plate-forme de la F01, il existe de nombreuses fonctionnalités de celle-ci dans la F10, dont certaines sont payantes et que la prédécesseur, l’E60, n’offrait pas, notamment :
- Panneau noir pour le groupe d’instrumentations, la radio et la climatisation
- Frein de stationnement électrique
- Contrôle de la dynamique de conduite avec programmes Comfort, Ecopro, Sport et Sport+
- Informations sur la limite de vitesse, une reconnaissance des panneaux de signalisation. À cet effet, une caméra contrôle les panneaux routiers avec limitation de vitesse. Ceux-ci sont affichés sur le compteur de vitesse et sur l’affichage tête haute. À partir de l’année modèle 2013, il avait également détection et affichage des panneaux d’interdiction de dépasser
- Assistant de changement de voie
- Fonctionnement automatique du hayon
- Direction intégrale
- Conduite adaptative

### Coffre
Le coffre à bagages de la berline (F10) peut contenir 520 litres. Le coffre à bagages du break (F11) peut contenir de 560 à 1 670 litres. Le dossier de la banquette arrière du F11 peut être divisé avec un rapport de 40:20:40, et l’inclinaison des sièges peut être réglée en sept étapes jusqu’à 11 degrés chacun (en option). Le dossier peut être rabattu à l’aide de deux leviers de commande dans le coffre à bagages. Le cache-bagages se déplie automatiquement lorsque le hayon est fermé. La lunette arrière, qui peut être ouverte séparément, s’ouvre automatiquement sur simple pression d’un bouton. Le hayon peut être ouvert (de série) et fermé (équipement en option) par télécommande. À l’automne 2011, un dispositif d’ouverture du coffre sans contact a été introduit. Des capteurs situés sous le pare-chocs enregistrent les mouvements du pied, puis ouvrent ou ferment automatiquement le hayon.

## Technologie

### Moteurs

#### Essence
|                              | 520i                           | 528i                           | 523i                           | 528i                           | 530i                           | 535i / xDrive                  | 550i / xDrive                  | 550i xDrive Valvetronic        | M5                             | M5c                            | M5 30 Jahre                    |
| ---------------------------- | ------------------------------ | ------------------------------ | ------------------------------ | ------------------------------ | ------------------------------ | ------------------------------ | ------------------------------ | ------------------------------ | ------------------------------ | ------------------------------ | ------------------------------ |
| Moteur                       | 4 cylindres en ligne           | 4 cylindres en ligne           | 6 cylindres en ligne           | 6 cylindres en ligne           | 6 cylindres en ligne           | 6 cylindres en ligne           | 8 cylindres en V               | 8 cylindres en V               | 8 cylindres en V               | 8 cylindres en V               | 8 cylindres en V               |
| Code Moteur                  | N20B20                         | N20B20                         | N53B30                         | N53B30                         | N53B30                         | N55B30                         | N63B44                         | N63B44                         | S63B44                         | S63B44                         | S63B44                         |
| Alimentation                 | Turbocompressé                 | Turbocompressé                 | Atmosphérique                  | Atmosphérique                  | Atmosphérique                  | Turbocompressé                 | Bi-Turbocompressé              | Bi-Turbocompressé              | Bi-Turbocompressé              | Bi-Turbocompressé              | Bi-Turbocompressé              |
| Injection                    | Directe                        | Directe                        | Directe                        | Directe                        | Directe                        | Directe                        | Directe                        | Directe                        | Directe                        | Directe                        | Directe                        |
| Cylindrée                    | 1 997 cm3                      | 1 997 cm3                      | 2 996 cm3                      | 2 996 cm3                      | 2 996 cm3                      | 2 979 cm3                      | 4 395 cm3                      | 4 395 cm3                      | 4 395 cm3                      | 4 395 cm3                      | 4 395 cm3                      |
| Puissance maxi               | 184 ch de 5 000 à 6 250 tr/min | 245 ch de 5 000 à 6 500 tr/min | 204 ch 6 100 tr/min            | 258 ch 6 600 tr/min            | 272 ch 6 100 tr/min            | 306 ch 5 800 tr/min            | 408 ch de 5 500 à 6 400 tr/min | 449 ch de 5 500 à 6 000 tr/min | 560 ch de 6 000 à 7 000 tr/min | 575 ch de 6 000 à 7 000 tr/min | 600 ch de 6 250 à 7 000 tr/min |
| Couple maxi                  | 270 Nm de 1 250 à 4 500 tr/min | 350 Nm de 1 250 à 4 800 tr/min | 270 Nm de 1 500 à 4 250 tr/min | 310 Nm de 1 500 à 4 250 tr/min | 310 Nm de 1 500 à 4 250 tr/min | 400 Nm de 1 200 à 5 000 tr/min | 600 Nm de 1 750 à 4 500 tr/min | 650 Nm de 2 000 à 4 500 tr/min | 680 Nm de 1 500 à 5 750 tr/min | 680 Nm de 1 500 à 5 750 tr/min | 700 Nm de 1 500 à 6 000 tr/min |
| Norme environnementale       | Euro 5                         | Euro 5                         | Euro 5                         | Euro 5                         | Euro 5                         | Euro 5                         | Euro 5                         | Euro 5                         | Euro 5                         | Euro 5                         | Euro 5                         |
| Boîte de vitesses            | ZF8                            | ZF8                            | ZF8                            | ZF8                            | ZF8                            | ZF8                            | ZF8                            | ZF8                            | DKG7                           | DKG7                           | DKG7                           |
| Vitesse maxi (en km/h)       | 233                            | 250                            | 234                            | 250                            | 250                            | 250                            | 250                            | 250                            | 250 / 315 (M Driver's Package) | 250 / 320 (M Driver's Package) | 250 / 320 (M Driver's Package) |
| 0-100 km/h (en s)            | 7,8                            | 6,2                            | 8,2                            | 6,6                            | 6,6                            | 5,9 / (5,8)                    | 5,2 (4,8)                      | 4,4                            | 4,2                            | 4,1                            | 3,9                            |
| Consommation (en L/100 km)   | 6                              | 6,5                            | 7,6                            | 7,8                            | 7,5                            | 8,3 / (8,2)                    | 11,4 (11)                      | 9,2                            | 9,9                            | 9,9                            | 9,9                            |
| Émissions de CO2 (en g/km)   | 139                            | 152                            | 178                            | 182                            | 176                            | 194 / (190)                    | 242 (256)                      | 214                            | 232                            | 232                            | 232                            |
| Capacité du réservoir (en L) | 68                             | 68                             | 68                             | 68                             | 68                             | 68                             | 68                             | 68                             | 80                             | 80                             | 80                             |
| Masse à vide (kg EU)         | 1 690                          | 1695                           | 1725                           | 1725                           | 1725                           | 1 685 / (1 765)                | 1905 (1975)                    | 1955                           | 1945                           | 1945                           | 1945                           |
| Production                   | Septembre 2011 à Janvier 2017  | Septembre 2011 à Janvier 2017  | Janvier 2010 à Septembre 2011  | Janvier 2010 à Septembre 2011  | Janvier 2010 à Juillet 2013    | Janvier 2010 à Janvier 2017    | Janvier 2010 à Juillet 2013    | Juillet 2013 à Janvier 2017    | Septembre 2011 à Janvier 2017  | Septembre 2013 à Janvier 2017  | Mai 2014 à Décembre 2016       |

#### Diesel
|                              | 518d                           | 518d                           | 520d / xDrive                  | 520d / xDrive                  | 525d / xDrive                  | 525d                           | 530d                           | 530d / xDrive                  | 535d                            | 535d / xDrive                 | M550d xDrive                  |
| ---------------------------- | ------------------------------ | ------------------------------ | ------------------------------ | ------------------------------ | ------------------------------ | ------------------------------ | ------------------------------ | ------------------------------ | ------------------------------- | ----------------------------- | ----------------------------- |
| Moteur                       | 4 cylindres en ligne           | 4 cylindres en ligne           | 4 cylindres en ligne           | 4 cylindres en ligne           | 4 cylindres en ligne           | 6 cylindres en ligne           | 6 cylindres en ligne           | 6 cylindres en ligne           | 6 cylindres en ligne            | 6 cylindres en ligne          | 6 cylindres en ligne          |
| Code Moteur                  | N47D20                         | B47D20                         | B47D20                         | N47D20                         | N47D20                         | N57D30                         | N57D30                         | N57D30                         | N57D30                          | N57D30                        | N57D30S                       |
| Alimentation                 | Turbocompressé                 | Turbocompressé                 | Turbocompressé                 | Turbocompressé                 | Bi-Turbocompressé              | Turbocompressé                 | Turbocompressé                 | Turbocompressé                 | Bi-Turbocompressé               | Bi-Turbocompressé             | Tri-Turbocompressé            |
| Cylindrée                    | 1 995 cm3                      | 1 995 cm3                      | 1 995 cm3                      | 1 995 cm3                      | 1 995 cm3                      | 2 993 cm3                      | 2 993 cm3                      | 2 993 cm3                      | 2 993 cm3                       | 2 993 cm3                     | 2 993 cm3                     |
| Puissance maxi               | 143 ch à 4 000 tr/min          | 150 ch à 4 000 tr/min          | 190 ch à 4 000 tr/min          | 184 ch à 4 000 tr/min          | 218 ch à 4 400 tr/min          | 204 ch à 4 000 tr/min          | 245 ch à 4 000 tr/min          | 258 ch à 4 000 tr/min          | 300 ch à 4 400 tr/min           | 313 ch à 4 400 tr/min         | 381 ch à 4 000 à 4 400 tr/min |
| Couple maxi                  | 360 Nm de 1 750 à 2 500 tr/min | 360 Nm de 1 750 à 2 500 tr/min | 380 Nm de 1 750 à 2 500 tr/min | 400 Nm de 1 750 à 2 500 tr/min | 450 Nm de 1 500 à 2 500 tr/min | 450 Nm de 1 750 à 2 500 tr/min | 540 Nm de 1 750 à 3 000 tr/min | 560 Nm de 1 500 à 3 000 tr/min | 600 Nm à 1 750 tr/min           | 630 Nm à 1 500 à 2 500 tr/min | 740 Nm à 2 000 à 3 000 tr/min |
| Norme environnementale       | Euro 6                         | Euro 6                         | Euro 6                         | Euro 5/6                       | Euro 6                         | Euro 5                         | Euro 5                         | Euro 6                         | Euro 5                          | Euro 5/6                      | Euro 6                        |
| Boîte de vitesses            | ZF8                            | ZF8                            | ZF8                            | ZF8                            | ZF8                            | ZF8                            | ZF8                            | ZF8                            | ZF8                             | ZF8                           | ZF8                           |
| Vitesse maxi (en km/h)       | 214                            | 216                            | 235                            | 231                            | 236                            | 250                            | 250                            | 250                            | 250                             | 250                           | 250                           |
| 0-100 km/h (en s)            | 9,7                            | 9,1                            | 7,5 / (7,6)                    | 7,9                            | 7,3                            | 7,2                            | 6,3                            | 5,8                            | 5,6                             | 5,5                           | 4,7                           |
| Consommation (en L/100 km)   | 4,5                            | 4,2                            | 4,5 / (4,9)                    | 4,5                            | 5,4                            | 6,2                            | 6,2                            | 5,3                            | 6,1                             | 5,4                           | 6,3                           |
| Émissions de CO2 (en g/km)   | 119                            | 110                            | 118 (129)                      | 119                            | 143                            | 162                            | 162                            | 139                            | 162                             | 142                           | 165                           |
| Capacité du réservoir (en L) | 66                             | 66                             | 66                             | 66                             | 66                             | 66                             | 66                             | 66                             | 66                              | 66                            | 66                            |
| Masse à vide (kg EU)         | 1690                           | 1700                           | 1 635 / (1 695)                | 1715                           | 1 735                          | 1765                           | 1770                           | 1770                           | 1900                            | 1800                          | 1970                          |
| Production                   | Juillet 2013 à Juillet 2014    | Juillet 2014 à Janvier 2017    | Juillet 2014 à Janvier 2017    | Mars 2010 à Juin 2014          | Septembre 2011 à Janvier 2017  | Janvier 2010 à Septembre 2011  | Janvier 2010 à Septembre 2011  | Mars 2011 à Janvier 2017       | Septembre 2010 à Septembre 2011 | Septembre 2011 à Janvier 2017 | Février 2012 à Février 2017   |

### Environnement
Une finition avec diverses mesures techniques visant à réduire la consommation de carburant est regroupée sous le terme marketing Efficient Dynamics de BMW. La transmission automatique à huit rapports, disponible en option, réduit la consommation de carburant jusqu’à 6% par rapport à une transmission automatique à six rapports conventionnelle. La fonction start-stop n’était initialement de série que dans la 520d à transmission manuelle et dans la 530d xDrive à transmission automatique. À partir de l’année modèle 2011/2012, tous les modèles (à l’exception de la 528i xDrive, de la 550i et de la 550i xDrive) à transmission manuelle et automatique disposent de série d’une fonction start-stop. Tous les moteurs sont conformes à la norme antipollution Euro 5. Des filtre à particules diesel ont été installés dans les modèles diesel. Moyennant un supplément, la 530d pouvait être équipée d’un convertisseur catalytique de stockage pour réduire les oxydes d’azote, avec lequel la norme d’émissions Euro 6 est respectée. Cependant, le poids à vide de la voiture a augmenté d’environ 180 kilogrammes.

### Sécurité

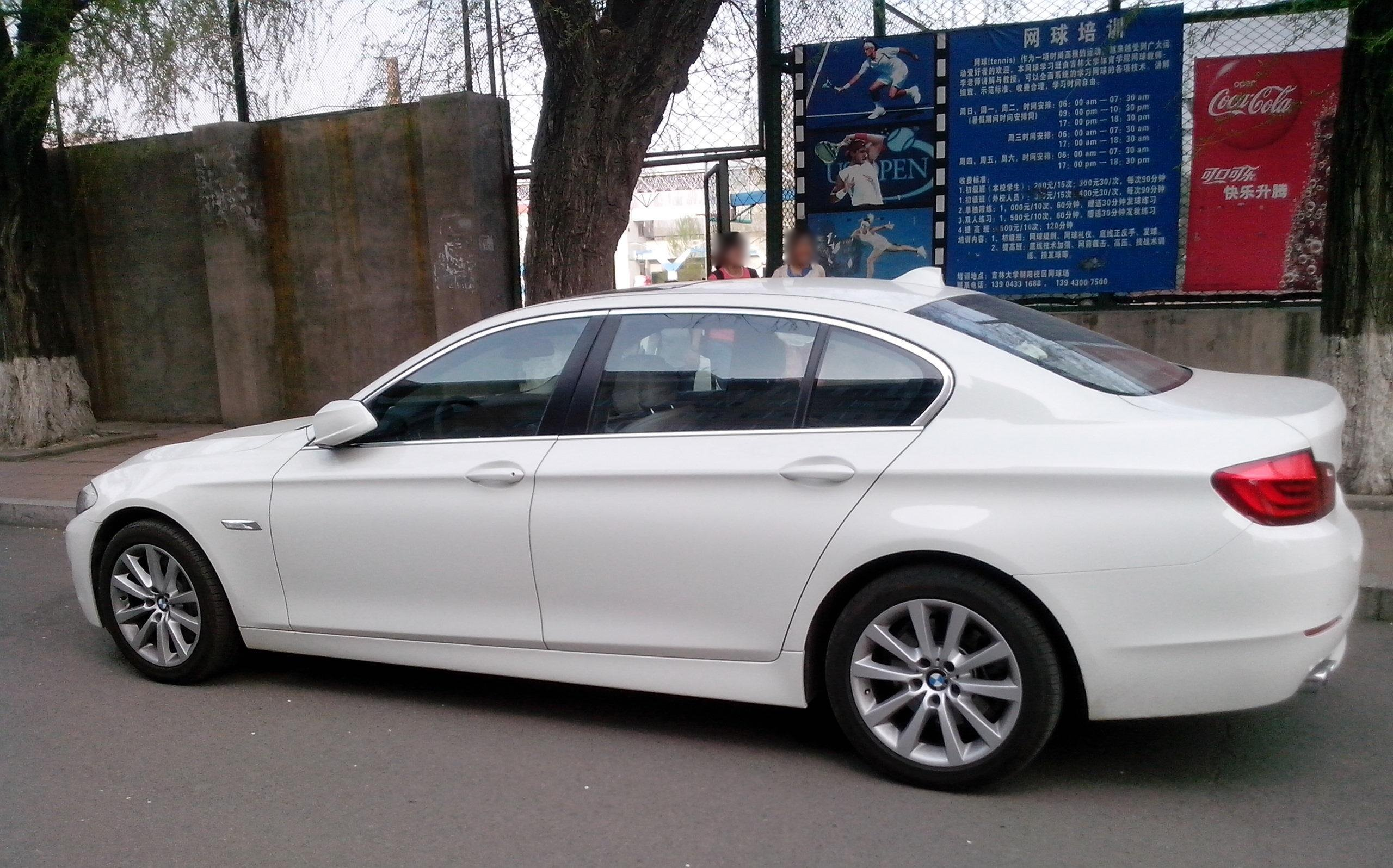
F18 à empattement long

La F10 a une carrosserie plus rigide que sa prédécesseur, utilisant des aciers à haute et ultra-haute résistance et l’utilisation de l’aluminium n’est plus limitée à l’extrémité avant, elle a des coussins gonflables de sécurité (« airbags ») frontaux et latéraux, des airbags latéraux rideaux et des appuis-tête actifs pour le conducteur et le passager,. Un indicateur de crevaison fait également partie de l’équipement standard, tout comme le capot actif optimisé pour la protection des piétons, qui se lève de 30 millimètres à l’avant et de 50 millimètres à l’arrière en cas d’accident. L’équipement de série comprend également des feux de jour, des phares au xénon (à partir de 2013) et un feu stop adaptatif. Une fonction d’appel d’urgence étendue avec localisation automatique via ConnectedDrive est également disponible.
Les sièges enfants ne peuvent être solidement fixés qu’aux sièges extérieurs de la banquette arrière en raison de la forme de la surface du siège. Des supports Isofix y sont également disponibles. L’airbag peut être désactivé pour le siège du passager avant, de sorte qu’un porte-bébé dos à la route puisse également y être fixé lorsque l’airbag est désactivé.
Le véhicule a reçu cinq étoiles au crash test Euro NCAP de 2010 et le même nombre d’étoiles au crash test US NCAP réalisé la même année.

### Boîte automatique Steptronic à huit rapports
Si désiré, une transmission automatique à huit rapports peut transmettre la puissance. En raison de la large répartition des rapports, le niveau de régime moteur et le niveau de bruit à haute vitesse ont été réduits. Malgré l’augmentation de six à huit étages de la transmission automatique ZF-8HP, des composants supplémentaires pouvaient être supprimés. Le poids et les dimensions n’ont que légèrement augmenté par rapport à la transmission automatique ZF-6HP. La transmission automatique à huit rapports peut également sauter des rapports, de sorte qu’elle peut passer de la huitième à la deuxième vitesse lorsque la situation de conduite l’exige, et elle n’a qu’à ouvrir un seul embrayage. La boîte de vitesses est fabriquée par ZF Friedrichshafen.

### Essieu avant à double triangle
Contrairement à sa prédécesseur, la F10 n’a pas de train avant MacPherson, mais plutôt des suspensions de roues en aluminium sur doubles triangles. Dans ce cas, le guidage des roues et l’amortissement sont dissociés et garantissent ainsi un confort de suspension insensible aux efforts latéraux. De plus, la nouvelle cinématique du train avant améliore le contact entre les pneus et la route, ce qui améliore la maniabilité.

### Transmission intégrale
La transmission intégrale (appelée "transmission active intégrale"), qui est installée dans la Série 7 (F01), est également disponible dans la F10. Avec cette aide, le comportement de conduite devient plus agile d’une part et plus sûr d’autre part. À basse vitesse, la transmission intégrale fait braquer les roues de l’essieu arrière dans le sens opposé à ceux de l’essieu avant d’un maximum de 2,5° lors d’un braquage. Cela réduit le rayon de braquage et le véhicule peut être déplacé plus facilement; Le système présente également des avantages lors de manœuvres dans des espaces restreints (par exemple dans un parking à plusieurs étages). À des vitesses plus élevées que 50 km/h, les roues arrière et avant se braquent dans le même sens, permettant ainsi un changement de voie plus stable et plus sûr. La direction assistée électromécanique est utilisée dans la F10.

## Concept Série 5 ActiveHybrid
Au Salon international de l'automobile 2010 à Genève, BMW a présenté un concept de Série 5 avec une propulsion hybride. Par rapport à la 535i avec le même moteur essence six cylindres en ligne, la consommation de carburant serait réduite jusqu'à 10 %. Le moteur électrique est installé entre le six cylindres en ligne et la transmission automatique et il a une puissance de 40 kW. Le moteur électrique est relié au moteur thermique via un embrayage automatique. Une conduite purement électrique est également possible.

## Version longue (F18)

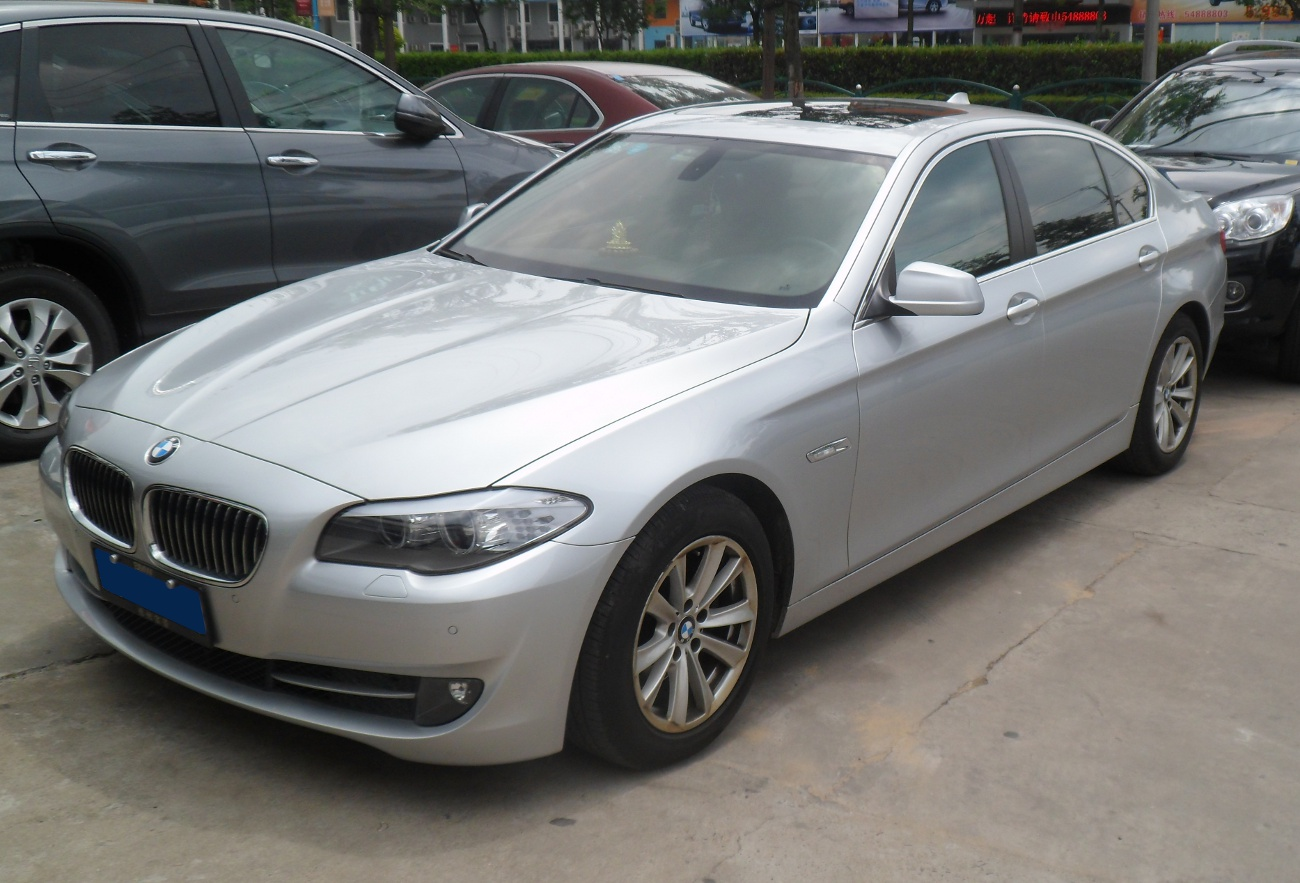
BMW F18 Li.

Une version à empattement long (F18) de la Série 5 berline a été développée exclusivement pour le marché automobile chinois et construite en coentreprise avec Brilliance à l'usine de Shenyang. L'empattement a été allongé de 14 cm. Des sièges confort sont installés à l'arrière. Certains équipements supplémentaires sont également disponibles. La version longue est proposée avec un moteur quatre cylindres en tant que 520Li, 523Li, 525Li et 528Li. Les moteurs six cylindres sont utilisés dans les versions 530Li et 535Li.

### 530Le

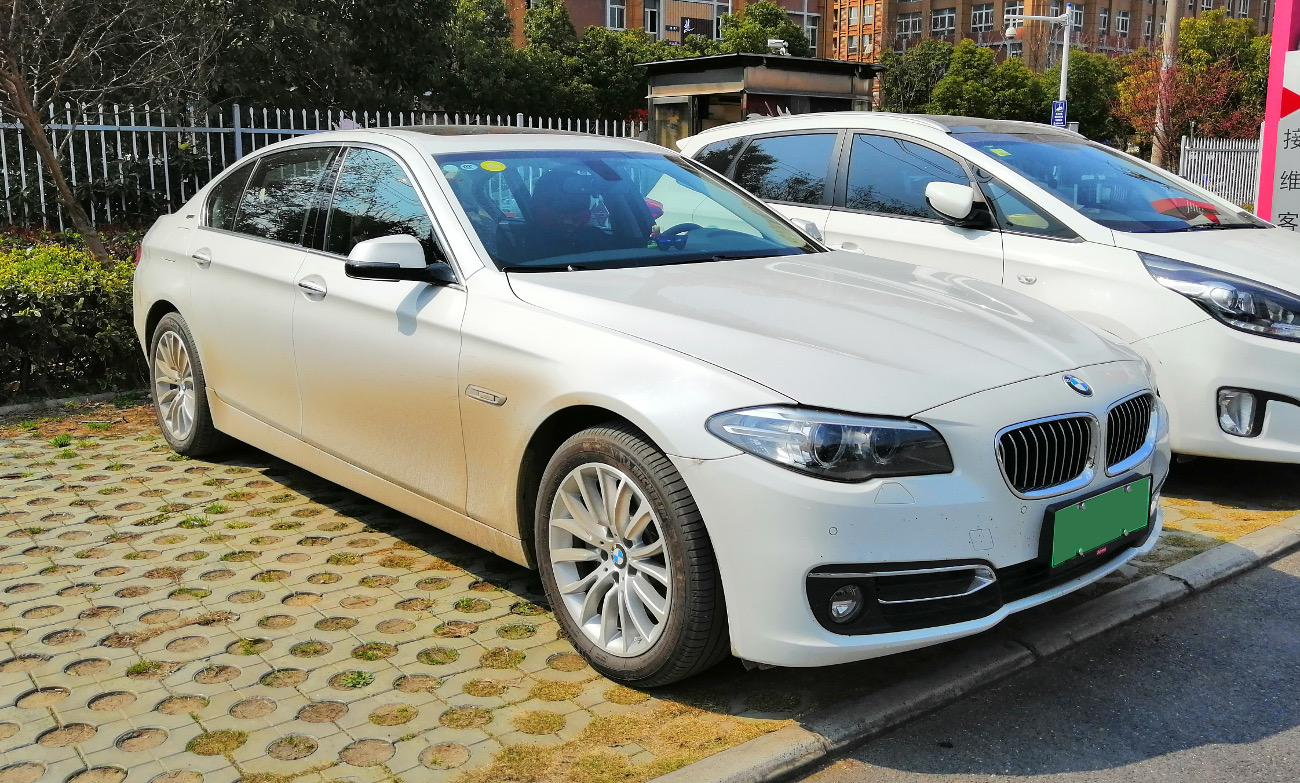
BMW F18 Le.

Une version (à empattement long) hybride rechargeable était disponible en Chine à partir de 2015. La voiture a une puissance système d'environ 200 kW (272 ch), une autonomie tout électrique de 58 km et une consommation combinée de 2,1 l/100 km.

## VinFast

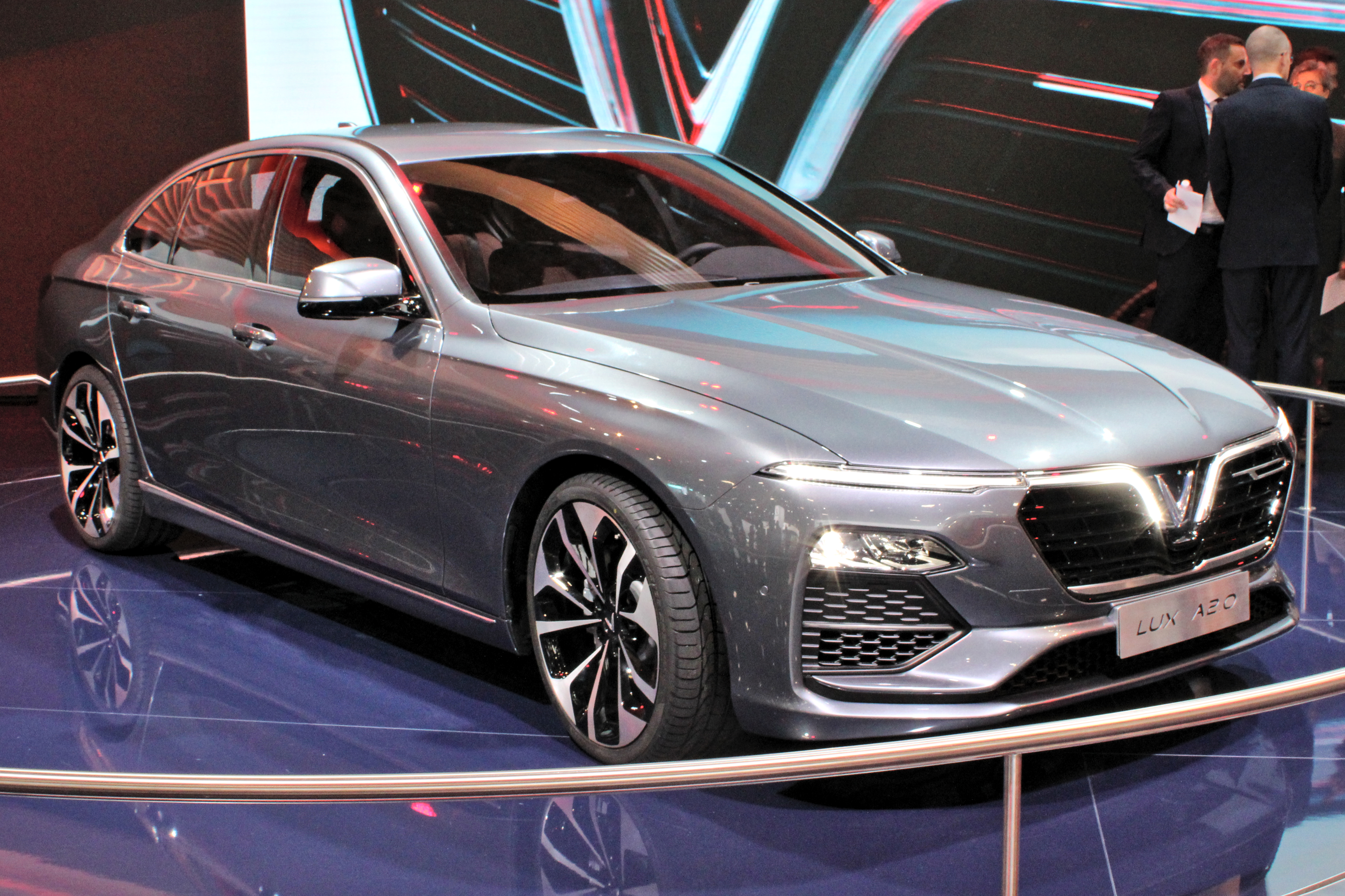
VinFast Lux SA 2.0 basée sur la BMW F10.

Révélé au Mondial de l'Automobile de Paris 2018, la Lux A 2.0 de la marque vietnamienne VinFast est basée sur la BMW F10.

## Chiffres de production
Dans le segment des grandes routières, 133 947 véhicules neufs ont été immatriculés en Allemagne en 2013, dont 19,5 % pour des propriétaires privés et 80,5 % pour des propriétaires commerciaux. Avec un total de 126 440 véhicules, la majorité des nouvelles immatriculations provenaient des marques Audi, BMW et Mercedes. Dans les nouvelles statistiques d'immatriculation allemandes, la BMW Série 5 se positionne comme suit par rapport à ses concurrentes :
| Modèle avec année de sortie | Véhicules en année 2009 pleine | Véhicules en année 2010 pleine | Véhicules en année 2011 pleine | Véhicules en année 2012 pleine | Véhicules en année 2013 pleine      |
| --------------------------- | ------------------------------ | ------------------------------ | ------------------------------ | ------------------------------ | ----------------------------------- |
| Audi A6/A7 (2011)           | 32.887                         | 30.079                         | 46.076                         | 52.710                         | 40.813, dont 13,2 % de particuliers |
| BMW Série (2010)            | 34.374                         | 46.014                         | 59.756                         | 48.107                         | 44.468, dont 14,2 % de particuliers |
| Mercedes Classe E (2009)    | 50.867                         | 67.409                         | 61.371                         | 45.840                         | 41.159, dont 31,6 % de particuliers |

## Récompenses
- Prix Auto Bild Design 2010
- Red Dot Design Award 2010
- Prix argent du design de la République fédérale d'Allemagne 2011
- Prix ADAC "ange jaune 2011" dans la catégorie "Voiture préférée des Allemands"